# Battesimo di Cristo (Tintoretto chiesa di San Silvestro)
Il Battesimo di Cristo è un dipinto del pittore veneziano Tintoretto realizzato circa nel 1580 e conservato nella chiesa di San Silvestro a Venezia.

## Descrizione
Il soggetto del dipinto è l'episodio evangelico del battesimo di Gesù. Tintoretto ha dipinto altre opere del medesimo tema. 
Collocato per una pala d'altare per la chiesa di San Silvestro ed è una delle più grandi ed ultime opere del Tintoretto
Dalla parte alta verso sinistra troviamo la presenza di tre angioletti con sotto la colomba (che simboleggia lo Spirito Santo) la quale emana splendore su Gesù Cristo, non in posa centrale, il quale è a testa chinata per ricevere il battesimo da Giovanni Battista. Il Battista, posato in più alto, con una ciotola versa l'acqua nella testa di Cristo. La parte a destra, cioè del Battista, è più ombreggiante.
Lo scenario paesaggistico è dominato prevalente dall'acqua che ha il suo significato simbolico.